# Halictus pseudovestitus
Halictus pseudovestitus är en biart som beskrevs av Blüthgen 1925. Halictus pseudovestitus ingår i släktet bandbin, och familjen vägbin. Inga underarter finns listade i Catalogue of Life.